# Sèrie Gaudí
La sèrie Gaudí és un conjunt de 94 aiguaforts i 6 litografies de diferents formats que Joan Miró i Ferrà realitzà al seu taller de Son Abrines entre 1978 i 1979, amb l'ajut de Joan Barbarà. Aquesta sèrie de gravats fou feta en homenatge a Antoni Gaudí, un personatge que sempre havia fascinat l'artista, ja de ben jove, quan ambdós coincidiren a les sessions de dibuix de model al Cercle Artístic de Sant Lluc, per bé que no es van conèixer personalment. Miró realitzà aquesta sèrie en un moment en què es trobava convalescent d'un accident que havia patit a l'escala del seu estudi, que l'havia afectat a les cames.
Es tracta d'una obra tardana de Miró, caracteritzada per una inclinació vers el treball matèric i que en aquesta ocasió realitza mitjançant la combinació dels colors i la simbologia típicament mironiana amb diverses tècniques, des de la mescla de textures fins al grattage, passant pel collage, el gofrat, l'aiguatinta al sucre o l'aplicació de retalls de cuiro que recorden al trencadís del Park Güell. En aquests gravats també s'hi identifiquen formes humanes, que es dissolen entre les formes dinàmiques i els desequilibris gràfics entre els escacats de color i no-color, que semblen temperats per tocs vaporosos de color, tot un reflex de la manera com Miró afrontava el procés creatiu i de treball artístic. Val a dir, però, que l'artista donà nom a la sèrie abans d'executar-la.
Aquesta sèrie de gravats forma part de la col·lecció de la Fundació Joan Miró, per bé que normalment no estan exposats. El tiratge dels gravats, a càrrec de Barbarà, fou de 65 exemplars sobre paper Arches, editats per la Galeria Maeght de Barcelona.